# Alfred-Frank-Platz
Der Alfred-Frank-Platz ist ein zu einer Grünanlage gestalteter Stadtplatz im Leipziger Ortsteil Reudnitz-Thonberg. Er ist benannt nach dem Leipziger Maler und Graphiker Alfred Frank (1884–1945) und steht unter Denkmalschutz.

## Lage und Gestaltung
Der Alfred-Frank-Platz liegt auf der Flur des Stadtteils Reudnitz und kam bei der kommunalen Strukturierung der Stadt im Jahr 1992 zum Ortsteil Reudnitz-Thonberg. Er wird begrenzt von der Ost-, der Holstein- und der Lipsiusstraße sowie den Grundstücksgrenzen von Oststraße 80 und Lipsiusstraße 27. Es gibt keine Postadresse Alfred-Frank-Platz.

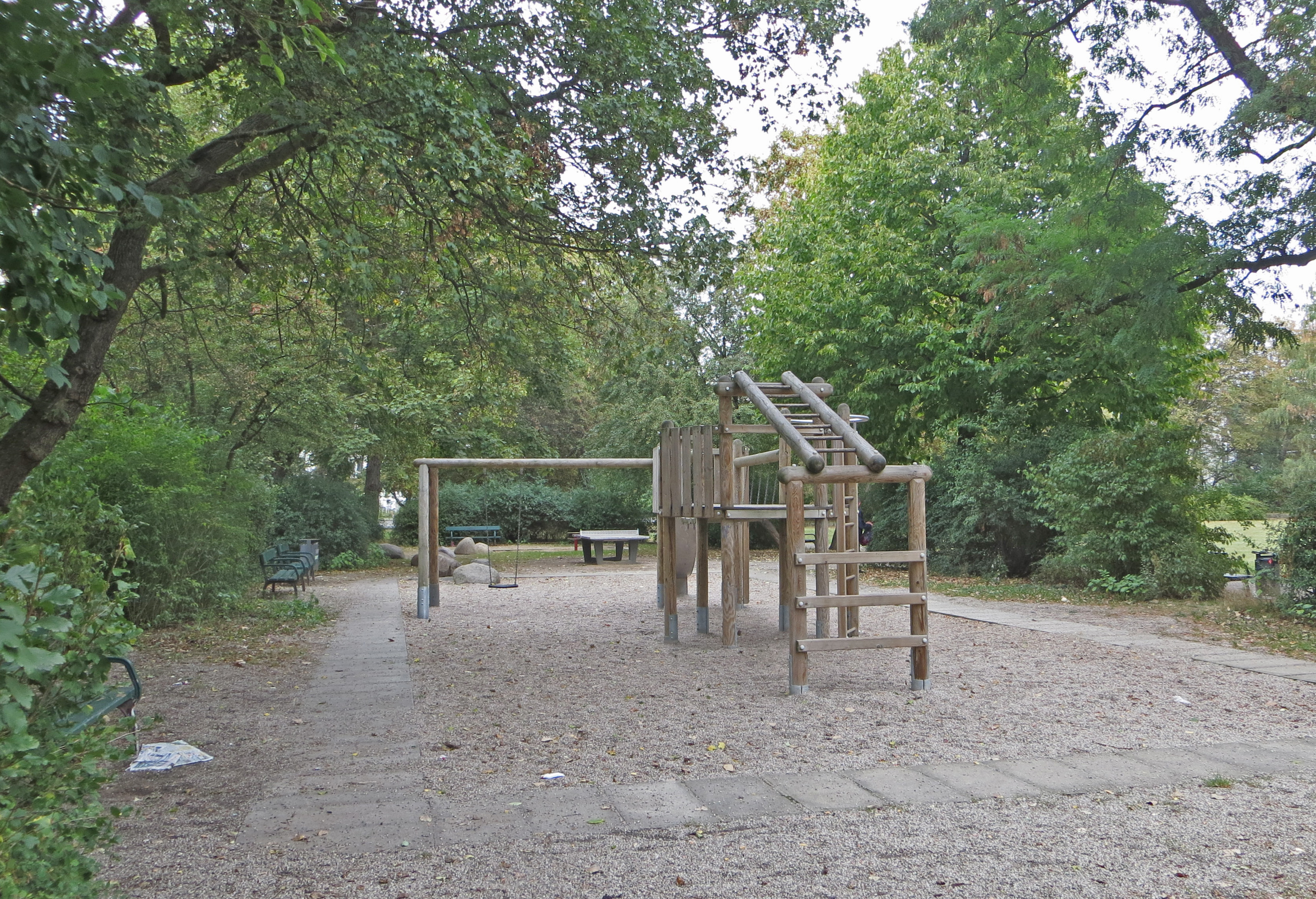
Spielplatz (2016)

Den Platz dominiert eine große Wiesenfläche mit zwei Hauptwegen und einzelnen Gehölzen an ihren Rändern. Der Baumbestand resultiert aus den Jahren 1950 bis 1960, und es finden sich unter anderem Robinie, Weißdorn und Feldahorn. An Ziersträuchern gibt es Flieder, Feuerdorn und Bastardindigo. Entlang der Holsteinstraße stehen Linden von 1920.
Im westlichen Teil befindet sich, von Bäumen beschattet, ein Kinderspielplatz mit Klettergerüst, Tischtennisplatte und Schaukel sowie Sitzbänken.

## Geschichte
Auf Karten vom Ende des 19. Jahrhunderts tauchte im Osten des Leipziger Vororts Reudnitz eine regelmäßig geformte Wasserfläche auf, der Riebeckteich, den die im Ort befindliche Riebeckbrauerei zur Gewinnung von Eis im Winter angelegt hatte. Daneben befand sich eine Bohrung für Brauwasser. Im zugehörigen Pumpenhaus ist heute die Gaststätte Reudnitzer Terrassen an der Oststraße. 

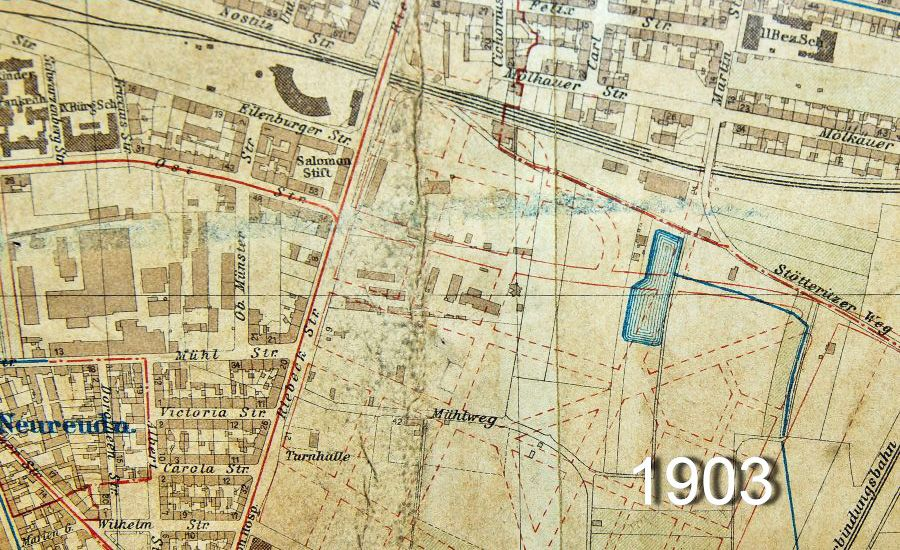
Der Riebeckteich im Osten von Reudnitz 1903
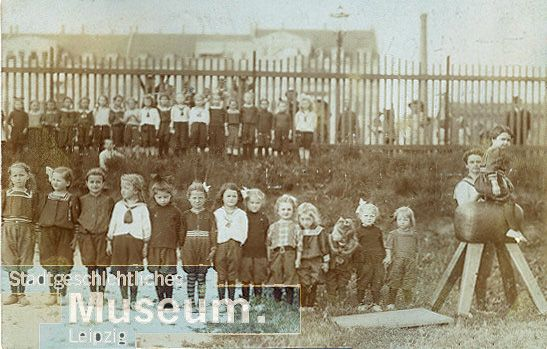
Am Rand des trockengelegten Teiches 1913

Zum Weiterbau der Oststraße um die Jahrhundertwende war aber der Teich im Wege, dessen nördlicher Teil deshalb zugeschüttet wurde, da das Eis inzwischen maschinell hergestellt wurde. Auf einem Messtischblatt von 1908 führt nur noch der südliche Teil Wasser. 1913 war das Wasser verschwunden und der Platz eingezäunt.
Dieser Riebeckteichplatz diente unter anderem als Sportplatz, wie das Bild aus dieser Zeit belegt. Für die ersten Jahre nach dem Zweiten Weltkrieg wird von einer Viehkoppel und vom Rodeln am ehemaligen Teichrand berichtet.
In den 1950er Jahren wurde die Vertiefung mit Müll aufgefüllt, mit Boden abgedeckt und als Grünanlage gestaltet. Auch der Name Alfred-Frank-Platz tauchte nun auf, wobei das Benennungsdatum nicht ermittelbar ist.